# ديفيد شتاينبرغ
ديفيد شتاينبرغ هو كاتب سيناريو ومخرج وممثل كندي، ولد في 9 أغسطس 1942 في كندا. من الجوائز التي نالها جائزة الإيمي برايم تايم.

## أعمال

### أفلام
- (1981) أبوة
- (2005) أفضل لعبة لعبت على الإطلاق

### مسلسلات
- ساينفيلد

## جوائز
- جائزة الإيمي برايم تايم

## وصلات خارجية
- ديفيد شتاينبرغ على موقع IMDb (الإنجليزية)
- ديفيد شتاينبرغ على موقع ألو سيني (الفرنسية)
- ديفيد شتاينبرغ على موقع ميوزك برينز (الإنجليزية)
- ديفيد شتاينبرغ على موقع أول موفي (الإنجليزية)
- ديفيد شتاينبرغ على موقع قاعدة بيانات برودواي على الإنترنت (الإنجليزية)
- ديفيد شتاينبرغ على موقع قاعدة بيانات الأفلام السويدية (السويدية)
- ديفيد شتاينبرغ على موقع إن إن دي بي (الإنجليزية)
- ديفيد شتاينبرغ على موقع أول ميوزيك (الإنجليزية)
- ديفيد شتاينبرغ على موقع ديسكوغز (الإنجليزية)
- ديفيد شتاينبرغ على موقع قاعدة بيانات الفيلم (الإنجليزية)